# D Train (gruppo musicale)
I D Train (anche riportato con la grafia D. Train) erano un gruppo musicale statunitense. Durante la prima parte della loro carriera, i D Train erano composti da James Williams e Hubert Eaves III. In seguito divennero il progetto solista di Williams. I singoli dei D Train entrarono nelle classifiche dance e R&B di Billboard durante la prima metà degli anni ottanta, e tre di essi raggiunsero anche la Top 30 britannica.

## Storia

### Origini
I D Train erano composti da James "D Train" Williams, cantante, paroliere ed ex produttore R&B e dance, e Hubert Eaves III, tastierista già attivo nei Mtume durante gli anni settanta. Dopo essersi conosciuti al liceo, i due formarono un gruppo e tennero alcuni concerti prima di sciogliersi. Successivamente, decisero di riformare i D Train durante i primi anni ottanta.

### Prima metà degli anni ottanta
Sul finire del 1981, i D Train pubblicarono il loro primo singolo You're the One for Me, che riuscì a raggiungere la posizione numero 1 della casistica dance americana. You're the One for Me venne remixato numerose volte, e il britannico Paul Hardcastle ne fece una cover in cui canta Kevin Henry. Nel 1982 uscì l'album di debutto del duo D Train, anche conosciuto come You're the One for Me, e i singoli Keep On, che si piazzò in seconda posizione nella classifica dance, e una cover di Walk On By di Burt Bacharach e Hal David, più simile alla rivisitazione di Isaac Hayes che all'originale interpretata da Dionne Warwick.
Nel 1983 la band pubblicò Music, contenente una serie di brani di discreto successo come la title track, che divenne popolare nei club americani. 
L'album Something's on Your Mind del 1984 amplia gli orizzonti sonori del gruppo, incorporando elementi reggae e R&B adult-oriented. L'unica traccia dei D Train entrata nella Billboard Hot 100 è la title track, che raggiunse la posizione numero 79 della graduatoria durante i primi mesi del 1984. Il singolo scalò anche la top five della classifica R&B, diventando anche il più grande successo del gruppo in settore. Del brano venne fatta una cover di Miles Davis presente nel suo You're Under Arrest (1985). Il disco contiene anche una cover di So Far Away di Carole King in cui Williams suona la chitarra acustica.
I più grandi successi dei D Train sono raccolti in You're the One for Me - The Very Best of, pubblicato nel Regno Unito nel 1985. Una compilation molto simile uscì negli Stati Uniti solo un anno dopo. Quest'ultima contiene un remix di You're the One for Me firmato da Paul Hardcastle che entrò nelle classifiche Oltremanica.

### Seconda metà degli anni ottanta
Dal 1985 Williams continuò a registrare musica in solitaria usando la sigla D Train, mentre Eaves si limitò a produrre i dischi. Nel 1986 Williams pubblicò Miracles of the Heart, al cui interno è presente Misunderstanding, entrata nella Top Ten dei singoli R&B. Un discreto successo nel mercato R&B lo ebbe anche la seguente traccia Oh, How I Love You, Girl.
Il secondo album da solista di Williams In Your Eyes uscì nel 1988. Tra i singoli vi è In Your Eyes, che sfiorò la Top Ten R&B.

## Formazione
- James "D Train" Williams – voce
- Hubert Eaves III – tastiera, strumentazione elettronica

## Discografia parziale

### Album in studio
- 1982 – You're the One for Me
- 1983 – Music
- 1984 – Something's on Your Mind
- 1986 – Miracles of the Heart
- 1988 – In Your Eyes
- 2009 – 701 Franklin Ave.

### Singoli
- 1982 – You're the One for Me
- 1982 – Keep On
- 1982 – Walk On By
- 1982 – "D Train's Theme
- 1983 – Keep Giving Me Love
- 1983 – Music
- 1983 – The Shadow of Your Smile
- 1983 – Something's on Your Mind
- 1984 – You're the Reason
- 1985 – Just Another Night (Without Your Love)
- 1985 – You're the One for Me (remix)
- 1985 – Music (remix)

### Album compilation
- 1985 – You're the One for Me - The Very Best of
- 1986 – The Best of "D" Train